# Annie Gam-Pedersen
Annie Gam-Pedersen (* 5. Juli 1965) ist eine ehemalige dänische Fußballspielerin.

## Karriere

### Vereine
Gam-Pedersen spielte zunächst bis 1984 für die in Aarhus ansässige Hjortshøj-Egå Idrætsforening, bevor sie sich nach Odense auf die Insel Fünen begab. Dort spielte sie von 1985 bis 1989 in der Frauenfußballabteilung des Boldklubben 1909 und ließ ihre Spielerkarriere in der Saison 1990/91 in der 3F Ligaen, der seinerzeit höchsten Spielklasse im dänischen Frauenfußball in der Frauenfußballmannschaft des Odense Boldklub ausklingen.

### Nationalmannschaft
Gam-Pedersens Länderspielkarriere begann mit einem Freundschaftsspiel am 16. Mai 1982 in Ringsted auf Seeland gegen die Nationalmannschaft Italiens, die mit 0:6 unterlegen war; 14 weitere Freundschaftsspiele schlossen sich an. Mit ihrer Mannschaft nahm sie anschließend am Turnier um die Nordische Meisterschaft 1982 teil, das zum letzten Mal ausgetragen und auch gewonnen wurde. Im letzten Turnierspiel am 18. Juli 1982 gelang ihr mit der 1:0-Führung in der siebten Minute beim 2:1-Sieg über die Nationalmannschaft Schwedens ihr erstes von insgesamt 15 Länderspieltoren.
Am 13. Oktober 1982 bestritt sie mit dem ersten Spiel in der EM-Qualifikationsgruppe 4, das mit 1:2 gegen die Nationalmannschaft der Niederlande in Groningen verloren wurde, ihr erstes von 21 EM-Qualifikationsspielen bis einschließlich 8. Dezember 1990. Letztendlich nahm sie an drei Finalrunden (1984,  1991 und 1993) – mit jeweils zwei Einsätzen in den ersten beiden Turnieren – teil; 1987 reichte der zweite Platz in der EM-Qualifikationsgruppe 1 hinter Norwegen nicht; 1989 scheiterte sie mit ihrer Mannschaft im Qualifikationsviertelfinale an der Nationalmannschaft Schwedens.
Sie nahm mit ihrer Mannschaft an der Mundialito, einem internationalen Einladungsturnier um die Kleine Weltmeisterschaft in Italien teil, in dem sie drei Spiele bestritt (1:0 vs. England, 2:2 vs. Vereinigte Staaten, 1:2 vs. Italien). Des Weiteren bestritt sie jeweils drei Spiele bei zwei Teilnahmen am Open Nordic Cup, als Alternative (zur seit 1982 nicht mehr ausgetragenen) Nordischen Meisterschaft in Agia Napa auf Zypern im Jahr 1990 und im portugiesischen Tróia im Jahr 1991.
Ihre Länderspielkarriere endete am 24. November 1991 in Zhongshan mit der 1:2-Niederlage n. V. gegen die Nationalmannschaft Deutschlands im Viertelfinale der ersten ausgetragenen Weltmeisterschaft in der Volksrepublik China, nachdem sie zuvor in allen drei Spielen der Gruppe A eingesetzt worden war.

## Erfolge
- Viertelfinalist Weltmeisterschaft 1991
- Halbfinalist Europameisterschaft 1984, Dritter 1991
- Dritter Mundialito 1985